# Nodirjon Safarov
Nodirjon Nazimjon oʻgʻli Safarov (ur. 10 lipca 1991 w Bekobodzie) – uzbecki zapaśnik walczący w stylu wolnym. Zajął ósme miejsce na mistrzostwach świata w 2017 roku. 
Ósmy na igrzyskach azjatyckich w 2022. Brązowy medalista mistrzostw Azji w 2021, a także igrzysk Solidarności Islamskiej w 2017. Trzeci na MŚ juniorów w 2009 roku.